# Јаловиште
Одлагање откривке и јаловог материјала представља један од основних процеса у технологији површинске експлоатације. У површинској експлоатацији под одлагањем се подразумева одговарајуће депоновање откривке и јаловог материјала, да би се омогућило добијање минералне сировине. Јалови прослојци, неквалитетна корисна ископина и слично називају се јаловина.
Избор механизације за одлагање је технолошки везан са механизацијом утовара и транспорта откривке. За одлагалиште се користи, првенствено, откопани простор (унутрашња одлагалишта) или простор ван експлоатационе границе копа (спољна одлагалишта). Код избора одлагалишта потребно је размотрити топографске и рударско-геолошке услове, количину откривке и њене физичке особине, организационе, техничке, економске и климатске факторе. Локација одлагалишта је један од важнијих фактора који утиче на цену откривке, јер од ње зависи дужина транспорта. Од локације одлагалишта зависи и отварање и развијање површинског копа. Код избора локације, предност се даје унутрашњем одлагалишту. Само кад је нерационално или немогуће коришћење откопаног простора за унутрашње одлагалиште, тражи се погодна локација за спољно одлагалиште.

### Подела
Класификацију одлагалишта могуће је извршити по одређеним елементима, који се односе на локацију, врсту механизације итд. Одлагалишта се деле у односу на положај у односу на коп, према нивоу одлагања, према начину одлагања, према принципима формирања одлагалишта, према карактеру материјала за одлагање, према броју етажа на одлагалишту и према начину померања фронта одлагања.